# Poecilochorema
Poecilochorema is een geslacht van schietmotten van de familie Hydrobiosidae.

## Soorten
- P. anastemum A Neboiss, 2002
- P. circumvolutum F Schmid, 1989
- P. complexum (S Jacquemart, 1965)
- P. crinitum (A Neboiss, 1977)
- P. evansi (Mosely, 1953)
- P. lepnevae (S Jacquemart, 1965)